# 小行星15553
小行星15553（15553 Carachang）是一颗绕太阳运转的小行星，为主小行星带小行星。该小行星于2000年3月29日发现。

## 轨道参数
小行星15553的轨道半长轴为2.2662434 UA，离心率为0.148。